# René Massuet
René Massuet (Saint Ouen, agosto de 1666 - Saint-Germain-des-Prés, 11 de enero de 1716) fue un religioso benedictino y escritor eclesiástico francés.

## Biografía
Internado a los seis años de edad en la abadía de Notre Dame de Lyre perteneciente a la Congregación de San Mauro de la Orden de San Benito, en la que tomó los votos a los dieciocho, cursó sus estudios en el monasterio de Bonnenouvelle de Orléans, fue profesor de Filosofía en la abadía de Bec, estudiante de Teología en la de Saint Etienne de Caen, se licenció en Derecho en la universidad de esta ciudad, ejerció como profesor en Jumièges y en Fécamp, y aprendió griego en Saint Ouen de Rouen. 
En 1703 fue destinado a la abadía de Saint-Germain-des-Prés, cerca de París, donde pasó el resto de sus días dedicado al estudio y a la redacción de sus obras. 
Dejó escritos: 
- Lettre d'un ecclésiastique au R.P.E.L.J., sur celle qu'il a écrite aux RR.PP. Bénéd. de la Congre. de  S. Maur (Osnabruck, 1699), respuesta a la crítica que Jean-Baptiste Langlois había escrito sobre la edición de las obras de San Agustín por la congregación de San Mauro;
- Lettre a M. l'évéque de Bayeux sur son mandement du 5 Mai 1707, portant la condamnation de plusieurs propositions extraites des théses soutenues par les religieux Bénéd. de la congr. e S. Maur. (La Haya, 1708); respuesta a la censura que el obispo de Bayeus François de Nesmond había hecho de las tesis jansenistas de la congregación;
- Sancti Irenaei Detectionis Et Eversionis Falso Cognominatae Agnitionis, Seu Contra Haereses (París, 1710),  edición grecolatina de Contra las herejías de San Ireneo;
- Annales ordinis S. Benedicti, tomus quintus, tomo V de los Anales benedictinos, que había quedado inconcluso por la muerte de Jean Mabillon y de su continuador Thierry Ruinart;
- Augustinus Graecus (inédito), recopilación de todos los pasajes de San Agustín relativos a la gracia divina.